# Franziskus von Paula Schönborn
Franziskus von Paula Schönborn (Praga, 24 gennaio 1844 – Falkenau an der Eger, 25 giugno 1899) è stato un cardinale e arcivescovo cattolico ceco.

## Biografia

### Infanzia e formazione
Franziskus von Paula Schönborn nacque il 24 gennaio 1844 a Praga, allora facente parte della Boemia. Era figlio di Erwein Damian Hugo conte von Schönborn-Wiesentheid e Christina Maria Josefa contessa von Brühl. Ricevette il sacramento della cresima il 10 giugno 1859.
Dopo aver ricevuto un'istruzione base, studiò legge presso l'Università di Praga, teologia presso l'Università di Innsbruck, ed infine presso la Pontificia Università Gregoriana a Roma dove conseguì un dottorato in teologia nel 1875. Pronunciò i voti solenni il 14 ottobre 1870, gli ordini minori il 25 marzo 1872, il suddiaconato il 7 agosto 1873, e il diaconato il 10 agosto 1873.

### Ordinazione sacerdotale
Fu ordinato presbitero il 12 agosto 1873. Venne nominato vice rettore del seminario di Praga nel 1879, e ne divenne rettore nel 1882 divenendo anche direttore del puerorum convictus. Fu nominato cappellano di Sua Santità. L'imperatore Francesco Giuseppe d'Austria-Ungheria lo scelse per la sede di České Budějovice il 7 settembre 1883.

### Vescovo ed arcivescovo

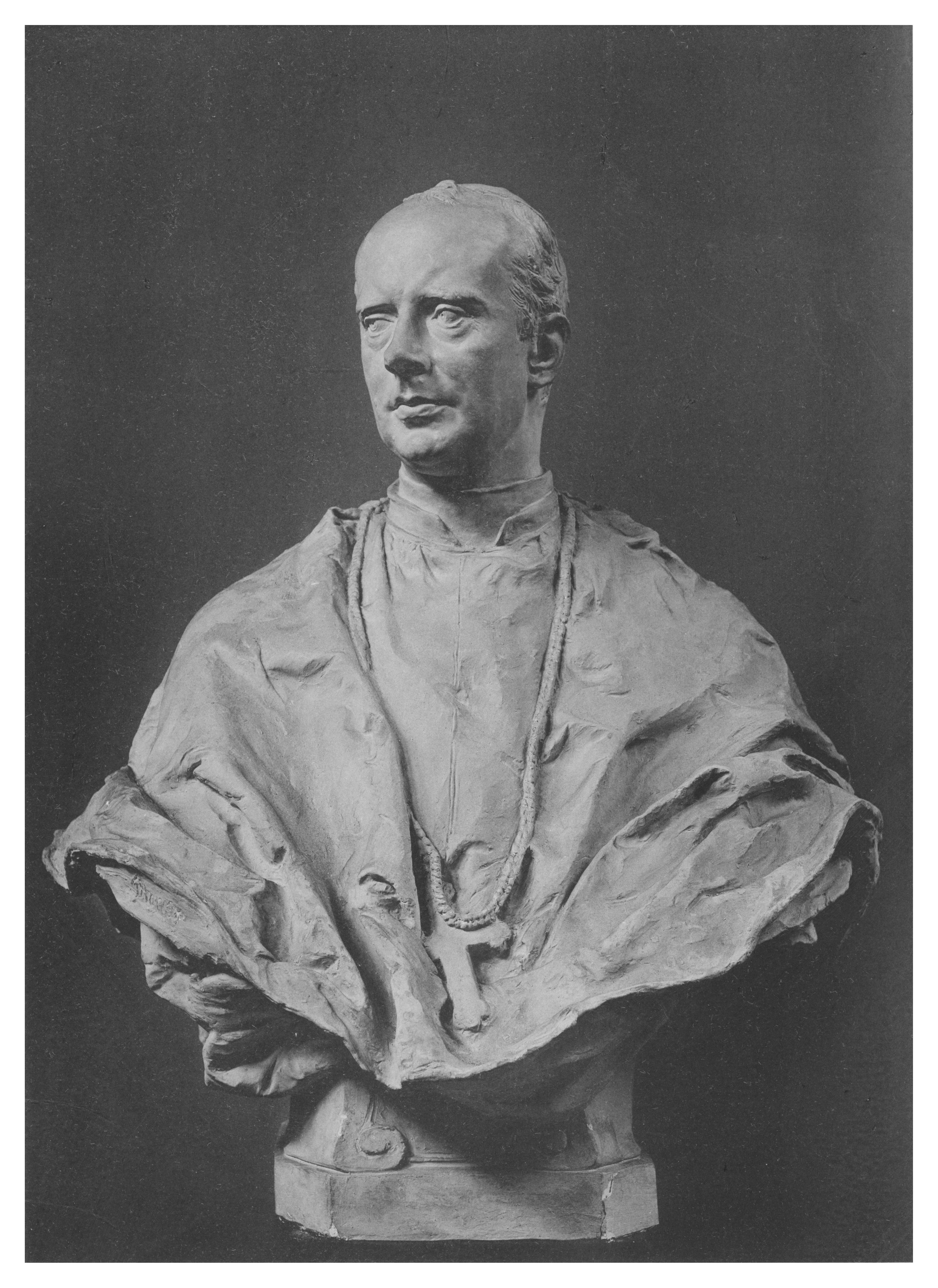
Busto del cardinale Schönborn

Venne eletto vescovo di České Budějovice il 28 settembre dello stesso anno e la sua consacrazione episcopale avvenne il 18 novembre 1883 a Praga, per mano del cardinale Friedrich Johann Joseph Cölestin von Schwarzenberg, arcivescovo di Praga, assistito da Josef Jan Hais, vescovo di Königgrätz, e Emanuel Jan Schoebel, vescovo di Leitmeritz. La nomina ad assistente presso il Pontificio Trono avvenne il 9 dicembre 1884. L'imperatore Francesco Giuseppe d'Austria-Ungheria lo designò per la sede di Praga il 21 maggio 1885, dove si trasferì il 27 luglio. Ricevette il pallio il 30 luglio 1885.

### Cardinale e morte
Venne creato cardinale nel concistoro del 24 maggio 1889, con un breve apostolico con cui papa Leone XIII gli consegnò la berretta rossa. Ricevette la porpora e il titolo presbiterale dei Santi Giovanni e Paolo il 30 dicembre 1889. Nello stesso anno venne decorato con la Gran Croce dell'Ordine di Santo Stefano.
Morì il 25 giugno 1899 nella città di Falkenau an der Eger all'età di soli 55 anni. La sua salma venne trasportata a Praga, e dopo l'esposizione, fu sepolta nella cattedrale metropolitana di San Vito.

## Genealogia episcopale e successione apostolica
La genealogia episcopale è:
- Cardinale Scipione Rebiba
- Cardinale Giulio Antonio Santori
- Cardinale Girolamo Bernerio, O.P.
- Arcivescovo Galeazzo Sanvitale
- Cardinale Ludovico Ludovisi
- Cardinale Luigi Caetani
- Cardinale Ulderico Carpegna
- Cardinale Paluzzo Paluzzi Altieri degli Albertoni
- Papa Benedetto XIII
- Papa Benedetto XIV
- Papa Clemente XIII
- Cardinale Giovanni Battista Caprara Montecuccoli
- Vescovo Dionys von Rost
- Vescovo Karl Franz von Lodron
- Vescovo Bernhard Galura
- Vescovo Johann Nepomuk von Tschiderer zu Gleitheim
- Cardinale Friedrich Johann Joseph Cölestin von Schwarzenberg
- Cardinale Franziskus von Paula Schönborn

La successione apostolica è:
- Vescovo Martin Josef Říha (1885)
- Vescovo Ferdinand Jan Nepomucenus Kalous (1891)
- Arcivescovo Théodore Kohn (1893)
- Vescovo Eduard Jan Brynyck (1893)
- Arcivescovo Henri Doulcet, C.P. (1895)

## Ascendenza
|                                                    |                           |                                                                               | Genitori                                              |  |  | Nonni |  |  | Bisnonni                                     |  |  | Trisnonni                              |  |
|                                                    |                           |                                                                               |                                                       |  |  |       |  |  | Hugo Damian Erwein von Schönborn-Wiesentheid |  |  | Joseph Franz von Schönborn-Wiesentheid |  |
|                                                    |                           |                                                                               |                                                       |  |  |       |  |  | Hugo Damian Erwein von Schönborn-Wiesentheid |  |  | Joseph Franz von Schönborn-Wiesentheid |  |
|                                                    |                           | Bernhardina von Plettenberg                                                   |                                                       |  |  |       |  |  | Hugo Damian Erwein von Schönborn-Wiesentheid |  |  |                                        |  |
| Friedrich Karl von Schönborn-Wiesentheid           |                           |                                                                               |                                                       |  |  |       |  |  | Hugo Damian Erwein von Schönborn-Wiesentheid |  |  |                                        |  |
|                                                    |                           | Marie Anna Theresia Johanna Walburga on Stadion zu Warthausen und Thannhausen | Hugo Philipp on Stadion zu Warthausen und Thannhausen |  |  |       |  |  |                                              |  |  |                                        |  |
|                                                    |                           | Marie Anna Theresia Johanna Walburga on Stadion zu Warthausen und Thannhausen | Hugo Philipp on Stadion zu Warthausen und Thannhausen |  |  |       |  |  |                                              |  |  |                                        |  |
|                                                    |                           | Marie Anna Theresia Johanna Walburga on Stadion zu Warthausen und Thannhausen | Maria Anna Schenk von Stauffenberg                    |  |  |       |  |  |                                              |  |  |                                        |  |
| Erwein Damian Hugo von Schönborn-Wiesentheid       |                           | Marie Anna Theresia Johanna Walburga on Stadion zu Warthausen und Thannhausen |                                                       |  |  |       |  |  |                                              |  |  |                                        |  |
|                                                    |                           | Franz Georg Ludwig Josef Ferdinand Johann von Kerpen                          | Lothar Franz von Kerpen                               |  |  |       |  |  |                                              |  |  |                                        |  |
|                                                    |                           | Franz Georg Ludwig Josef Ferdinand Johann von Kerpen                          | Lothar Franz von Kerpen                               |  |  |       |  |  |                                              |  |  |                                        |  |
|                                                    |                           | Franz Georg Ludwig Josef Ferdinand Johann von Kerpen                          | Maria Carola Josefa Mohr de Wald                      |  |  |       |  |  |                                              |  |  |                                        |  |
| Maria Anna Charlotte Josefa von Kerpen             |                           | Franz Georg Ludwig Josef Ferdinand Johann von Kerpen                          |                                                       |  |  |       |  |  |                                              |  |  |                                        |  |
|                                                    |                           | Marie Antonette Franziska Carol Hornstein                                     | Marquard Eustach Philipp Hornstein                    |  |  |       |  |  |                                              |  |  |                                        |  |
|                                                    |                           | Marie Antonette Franziska Carol Hornstein                                     | Marquard Eustach Philipp Hornstein                    |  |  |       |  |  |                                              |  |  |                                        |  |
|                                                    |                           | Marie Antonette Franziska Carol Hornstein                                     | Maria Anna Schertel von Burtenbach                    |  |  |       |  |  |                                              |  |  |                                        |  |
| Franziskus von Paula Schönborn-Wiesentheid         |                           | Marie Antonette Franziska Carol Hornstein                                     |                                                       |  |  |       |  |  |                                              |  |  |                                        |  |
|                                                    | Alois Friedrich von Brühl | Heinrich von Brühl                                                            |                                                       |  |  |       |  |  |                                              |  |  |                                        |  |
|                                                    | Alois Friedrich von Brühl | Heinrich von Brühl                                                            |                                                       |  |  |       |  |  |                                              |  |  |                                        |  |
|                                                    | Alois Friedrich von Brühl | Franziska von Kolowrat-Krakowsky                                              |                                                       |  |  |       |  |  |                                              |  |  |                                        |  |
| Friedrich August von Brühl                         | Alois Friedrich von Brühl |                                                                               |                                                       |  |  |       |  |  |                                              |  |  |                                        |  |
|                                                    |                           | Josefa von Schaffgotsch                                                       | Wenzel von Schaffgotsch                               |  |  |       |  |  |                                              |  |  |                                        |  |
|                                                    |                           | Josefa von Schaffgotsch                                                       | Wenzel von Schaffgotsch                               |  |  |       |  |  |                                              |  |  |                                        |  |
|                                                    |                           | Josefa von Schaffgotsch                                                       | Herula Josepha von Kinsky-Chlumer                     |  |  |       |  |  |                                              |  |  |                                        |  |
| Christina Maria Josefa Gräfin von Brühl            |                           | Josefa von Schaffgotsch                                                       |                                                       |  |  |       |  |  |                                              |  |  |                                        |  |
|                                                    |                           | František Josef Šternberk-Manderscheid                                        | Franz Christian von Sternberg-Manderscheid            |  |  |       |  |  |                                              |  |  |                                        |  |
|                                                    |                           | František Josef Šternberk-Manderscheid                                        | Franz Christian von Sternberg-Manderscheid            |  |  |       |  |  |                                              |  |  |                                        |  |
|                                                    |                           | František Josef Šternberk-Manderscheid                                        | Augusta Leopoldine von Manderscheid-Blankenheim       |  |  |       |  |  |                                              |  |  |                                        |  |
| Maria Augusta Franziska von Sternberg-Manderscheid |                           | František Josef Šternberk-Manderscheid                                        |                                                       |  |  |       |  |  |                                              |  |  |                                        |  |
|                                                    |                           | Maria Franziska Sofie Carol von Schonborn-Heussenstamm                        | Eugen Erwin von Schönborn                             |  |  |       |  |  |                                              |  |  |                                        |  |
|                                                    |                           | Maria Franziska Sofie Carol von Schonborn-Heussenstamm                        | Eugen Erwin von Schönborn                             |  |  |       |  |  |                                              |  |  |                                        |  |
|                                                    |                           | Maria Franziska Sofie Carol von Schonborn-Heussenstamm                        | Marie Elisabeth zu Salm-Salm                          |  |  |       |  |  |                                              |  |  |                                        |  |
|                                                    |                           | Maria Franziska Sofie Carol von Schonborn-Heussenstamm                        |                                                       |  |  |       |  |  |                                              |  |  |                                        |  |